# Benjamin Bonzi
Benjamin Bonzi (Nîmes, 9 giugno 1996) è un tennista francese.
Nel circuito maggiore ha vinto un titolo in singolare e uno in doppio, e i suoi migliori ranking ATP sono stati il 42º posto in singolare nel febbraio 2023 e il 121º in doppio nel settembre 2022. Il suo miglior risultato nelle prove del Grande Slam sono stati i quarti di finali raggiunti in doppio agli Australian Open 2023. Si è aggiudicato diversi titoli dell'ATP Challenger Tour in entrambe le specialità. Ha fatto il suo esordio nella squadra francese di Coppa Davis nel 2022. Ha vinto tra gli juniores il torneo di doppio all'Open di Francia 2014 in coppia con Quentin Halys.

## Carriera

### Juniores
Gioca nell'ITF Junior Circuit dal 2011 al 2014 e alla sua ultima apparizione vince in coppia con Quentin Halys il titolo di doppio ragazzi al Roland Garros. Chiude l'esperienza con gli juniores dopo aver vinto 5 titoli in singolare e 7 in doppio, e aver raggiunto la 27ª posizione nel ranking mondiale di categoria.

### 2013-2017, primi titoli Futures
Fa il suo esordio tra i professionisti nel giugno 2013 e nel primo periodo gioca saltuariamente. Inizia a giocare con continuità nell'agosto del 2014 e in ottobre, ancora con Halys, vince il primo titolo da professionista nel torneo ITF Futures Greece F9 di doppio. Nell'agosto del 2015 vince il primo titolo Futures in singolare al Turkey F33 di Smirne, e nelle due stagioni successive conquista altri sei titoli Futures in singolare e quattordici in doppio. Nel maggio del 2017, partendo dalle qualificazioni, raggiunge la prima semifinale Challenger a Bordeaux dopo aver superato nei quarti il nº 79 del mondo Dušan Lajović, ottenendo la prima vittoria su un top 100. Subito dopo debutta in una prova del Grande Slam con una wild card che gli viene concessa per l'Open di Francia; supera il primo turno per il ritiro di Daniil Medvedev e al turno successivo viene battuto dal nº 19 del mondo Albert Ramos Viñolas.
Grazie a questi risultati si avvicina alla posizione nº 200 della classifica ATP e inizia a giocare con regolarità nei tornei Challenger. Tenta anche le qualificazione agli US Open ma viene eliminato al primo incontro. In ottobre vince un torneo ITF francese e arriva alla 176ª posizione del ranking ATP. A fine mese partecipa ai turni preliminari del Masters 1000 di Parigi con una wild card e perde al debutto contro il nº 54 ATP Borna Ćorić.

### 2018 - 2020, prima finale ATP e primo titolo Challenger in doppio
Nel 2018, dopo una serie di risultati deludenti, gioca la prima finale Challenger a Drummondville cedendo in 2 set a Denis Kudla. Nei successivi 11 tornei ottiene tre sole vittorie al primo turno. Fallisce le qualificazioni in singolare al Roland Garros, ma debutta nel torneo di doppio insieme a Grégoire Jacq vincendo al primo turno contro la coppia Taylor Fritz / Frances Tiafoe. Centra invece l'obiettivo in singolare a Wimbledon superando nelle qualificazioni Yosuke Watanuki, Aleksandr Bublik e James Ward prima di arrendersi al primo turno del tabellone principale a Lukáš Lacko. Anche la seconda parte della stagione è caratterizzata da numerose sconfitte che lo spingono al 340º posto del ranking, chiude l'annata 261º grazie ad alcuni discreti risultati, tra cui i quarti raggiunti al Brest Challenger.
Inizia il 2019 con scarsi risultati nei tornei Challenger e torna a vincere un titolo imponendosi nel torneo ITF di Tolosa in giugno ripetendosi in un ITF di Madrid a settembre. Il risultato più rilevante della stagione è la prima finale del circuito ATP in carriera, raggiunta nel torneo di doppio in coppia con Antoine Hoang a Montpellier e persa contro Ivan Dodig e Édouard Roger-Vasselin. Ottiene anche la seconda vittoria in carriera in doppio al primo turno del Roland Garros battendo, ancora con Hoang, i connazionali Adrian Mannarino e Ugo Humbert. I deludenti risultati stagionali in singolare lo spingono a fine anno al 359º posto ATP. Nel 2020 vince due titoli ITF a Nonthaburi e Potchefstroom e perde la finale del Challenger di Bangalore contro James Duckworth. Il 1º marzo vince il suo primo titolo Challenger nel torneo di doppio a Pau, superando con Antoine Hoang la coppia Simone Bolelli / Florin Mergea. Supera le qualificazioni al Roland Garros e al primo turno batte il nº 93 ATP Emil Ruusuvuori, al secondo cede alla rivelazione del torneo Jannik Sinner; questi risultati gli consentono di rientrare tra i top 200. Negli ultimi impegni stagionali raggiunge la semifinale dell'Istanbul Challenger e vince il suo primo incontro nel main draw di un Masters 1000 al Paris Masters battendo 6–2, 6–1 il nº 93 ATP Federico Coria.

### 2021, primi titoli Challenger in singolare e top 100
Inizia la stagione prendendo parte per la prima volta alle qualificazioni dell'Australian Open e al primo incontro raccoglie solo due giochi contro Quentin Halys. Ha quindi inizio un periodo positivo in cui migliora più volte la propria classifica; verso fine gennaio arriva in finale dell'Istanbul Challenger e perde contro Arthur Rinderknech al tiebreak del set decisivo. La settimana dopo raggiunge la semifinale a Quimper. Dopo aver perso un solo set in tutto il torneo, il 14 febbraio si aggiudica il primo trofeo Challenger in carriera in singolare battendo in finale Liam Broady con il punteggio di 7–5, 6–4 a Potchefstroom. Grazie a una wild card prende parte all'ATP 250 di Montpellier, al primo turno supera il nº 79 ATP Lucas Pouille e al secondo strappa un set alla testa di serie nº 2 David Goffin, che vincerà il torneo. Con la semifinale raggiunta in marzo al Biella Challenger Indoor IV ritocca il proprio best ranking, issandosi alla 124ª posizione. Nel torneo piemontese si spinge in semifinale anche in doppio. La settimana successiva vince il titolo in doppio a Lilla in coppia con Antoine Hoang. Riprende a salire la classifica in singolare a inizio maggio vincendo l'Ostrava Open Challenger con il successo in finale su Renzo Olivo. Nei successivi 6 incontri subisce 5 sconfitte, compresa quella al primo turno del Roland Garros.
Prepara Wimbledon al Challenger di Nottingham e si spinge fino in semifinale in singolare e in finale in doppio. Supera le qualificazioni e vince quindi il suo primo incontro in carriera nel tabellone principale dello Slam londinese battendo in 5 set Marco Trungelliti, al secondo turno viene eliminato da Marin Čilić. Un mese dopo vince contro Tim van Rijthoven la finale del Challenger di Segovia ed entra per la prima volta nella top 100, al 95º posto. Non supera le qualificazioni né al Toronto Masters né agli US Open. Torna a giocare nei Challenger e in settembre ne vince tre consecutivi, a Saint-Tropez grazie al ritiro in finale di Christopher O'Connell, e nelle finali di Cassis e Open de Rennes supera rispettivamente Lucas Pouille e Mats Moraing; con questi successi sale alla 60ª posizione del ranking. Vince solo uno degli ultimi sette incontri disputati in singolare a fine stagione, mentre in doppio raggiunge nei tornei ATP la semifinale a Nur-Sultan e i quarti di finale al Paris Masters, e a novembre porta il best ranking di doppio alla 132ª posizione.

### 2022, prime semifinali ATP in singolare e top 50
Inizia il 2022 giocando nel circuito ATP e all'esordio stagionale raggiunge i quarti di finale insieme a Hugo Nys al torneo di doppio di Adelaide. Per diritto di classifica entra per la prima volta nel tabellone principale degli Australian Open, al primo turno supera Peter Gojowczyk e viene eliminato al secondo da
Karen Chačanov. Dopo la vittoria in finale al Challenger La Manche contro Constant Lestienne, in febbraio raggiunge a Marsiglia la sua prima semifinale in singolare nel circuito maggiore, supera nell'ordine Majchrzak, Herbert e nei quarti concede solo 4 giochi al nº 15 ATP Karacev, in semifinale viene sconfitto al terzo set al nº 7 del mondo Rublëv. Subito dopo fa il suo esordio nella squadra francese di Coppa Davis nella sfida vinta 4–0 contro l'Ecuador, viene schierato a risultato acquisito e concede solo 2 giochi al nº 700 ATP Cayetano March. Raggiunge per la prima volta il terzo turno in un Masters 1000 a Indian Wells con i successi su Rinderknech e Sonego e perde al terzo set contro Jannik Sinner, mentre non supera il primo turno a Miami.
Inizia la stagione sulla terra battuta con l'eliminazione al primo turno a Monte Carlo e al secondo all'Estoril. Riprende l'ascesa nel ranking vincendo il Challenger 100 di Aix-en-Provence, ma esce al primo turno al Roland Garros. Arriva fino ai quarti sull'erba di Stoccarda e abbandona il torneo prima dell'incontro con Oscar Otte. Al primo turno di Halle perde al terzo set contro Stefanos Tsitsipas, mentre torna a giocare una semifinale a Maiorca, dove supera tra gli altri Denis Shapovalov e viene di nuovo eliminato da Tsitsipas; con questi risultati entra per la prima volta nella top 50 del ranking. Eliminato al secondo turno a Wimbledon, raggiunge i quarti a Newport e perde dopo tre tie-break contro John Isner, a fine torneo sale alla 44ª posizione ATP. Nel prosieguo della trasferta americana raggiunge i quarti anche a Winston-Salem e il secondo turno agli US Open. Negli ultimi impegni stagionali del circuito maggiore e di Coppa Davis vince un solo incontro.

### 2023, prime due finali ATP in singolare, 42º nel ranking e infortunio
All'esordio stagionale raggiunge la prima finale ATP in singolare in carriera a Pune, e viene sconfitto per 6–4, 5–7, 3–6 da Tallon Griekspoor dopo aver eliminato i top 40 Emil Ruusuvuori e Botic van de Zandschulp Si spinge per la prima volta al terzo turno di uno Slam agli Australian Open grazie al successo sul nº 15 del mondo Pablo Carreño Busta e viene eliminato da Alex de Minaur, risultati con cui porta il best ranking alla 42ª posizione. Nello Slam di Melbourne si mette in luce anche in doppio spingendosi fino ai quarti assieme ad Arthur Rinderknech. Il mese successivo si prende la rivincita su de Minaur nella semifinale di Marsiglia e viene di nuovo sconfitto in finale, questa volta in due set da Hubert Hurkacz.
Si infortuna al polso durante l'incontro di secondo turno al Monte Carlo Masters e rinuncia ai successivi tornei su terra battuta. Torna alle competizioni a giugno ed esce al primo turno nei primi tre tornei disputati tra cui Wimbledon, dopo il quale esce dalla top 100. Vince solo due dei cinque incontri successivi e si riscatta raggiungendo per la prima volta il terzo turno agli US Open, dove elimina Quentin Halys, il nº 30 del ranking Christopher Eubanks e cede al quinto set all'emergente Dominic Stricker. Si ritira durante la finale al successivo Challenger di Rennes e rientra nella top 100. A fine ottobre perde anche la finale del Brest Challenger contro Pedro Martínez.

### 2024, discesa nel ranking, tre finali Challenger consecutive, primo titolo ATP in singolare e rientro in top 80
Nella prima parte del 2024 perde in singolare tutti gli incontri ATP disputati, raggiunge una semifinale Challenger e ad aprile scende alla 182ª posizione, la peggiore dall'ottobre 2020. Recupera posizioni a luglio con la vittoria nel Winnipeg Challenger. Vince il primo titolo in doppio dopo tre anni e mezzo al Challenger 125 di Orléans. A ottobre raggiunge in singolare tre finali Challenger consecutive vincendo quelle di Roanne e Saint-Brieuc e perdendo a Brest. Conquista il suo primo titolo ATP partendo dalle qualificazioni al 250 di Metz, elimina tra gli altri il nº 7 del mondo Casper Ruud (primo top 10 sconfitto in carriera) e ha la meglio in finale sull’ex nº 8 Cameron Norrie con il punteggio di 7–6, 6–4, grazie a questi risultati rientra in top 80.

### 2025, primo titolo ATP in doppio
A inizio stagione perde in singolare nei quarti di finale all'Adelaide International e al terzo turno degli Australian Open. Torna a mettersi in luce in doppio aggiudicandosi con Pierre-Hugues Herbert l'unico incontro disputato nella vittoriosa sfida alle qualificazioni di Coppa Davis contro il Brasile. Ancora con Herbert vince all'Open 13 di Marsiglia il primo titolo ATP di doppio in carriera con il successo in finale su Sander Gillé / Jan Zieliński con il punteggio di 6–3, 6–4. In singolare perde sette volte consecutive nei tornei ATP, 5 volte nel tabellone principale e due volte nelle qualificazioni. Al Madrid Open si ritira durante il match di terzo turno contro Taylor Fritz dopo aver eliminato Marin Cilic e il top 30 Hubert Hurkacz, risultati con cui risale al 58º posto.
Torna a giocare dopo oltre un mese al Roland Garros e viene sconfitto al primo turno. A Wimbledon elimina il top 10 Daniil Medvedev ed esce di scena al secondo turno. Al Cincinnati Open sconfigge il top 40 Matteo Arnaldi e il top 10 Lorenzo Musetti.

## Statistiche
Aggiornate al 4 agosto 2025..

### Singolare

#### Vittorie (1)
| Legenda              |
| Grande Slam (0)      |
| ATP Finals (0)       |
| ATP Masters 1000 (0) |
| ATP Tour 500 (0)     |
| ATP Tour 250 (1)     |

| N. | Data            | Torneo             | Superficie  | Avversario in finale | Punteggio   |
| 1. | 9 novembre 2024 | Moselle Open, Metz | Cemento (i) | Cameron Norrie       | 7–6(6), 6–4 |

#### Finali perse (2)
| Legenda              |
| Grande Slam (0)      |
| ATP Finals (0)       |
| ATP Masters 1000 (0) |
| ATP Tour 500 (0)     |
| ATP Tour 250 (2)     |

| N. | Data             | Torneo                 | Superficie | Avversario in finale | Punteggio     |
| 1. | 7 gennaio 2023   | Maharashtra Open, Pune | Cemento    | Tallon Griekspoor    | 6–4, 5–7, 3–6 |
| 2. | 26 febbraio 2023 | Open 13, Marsiglia     | Cemento    | Hubert Hurkacz       | 3–6, 6(4)–7   |

### Doppio

#### Vittorie (1)
| Legenda              |
| Grande Slam (0)      |
| ATP Finals (0)       |
| ATP Masters 1000 (0) |
| ATP Tour 500 (0)     |
| ATP Tour 250 (1)     |

| N. | Data             | Torneo             | Superficie  | Compagno              | Avversari in finale        | Punteggio |
| 1. | 15 febbraio 2025 | Open 13, Marsiglia | Cemento (i) | Pierre-Hugues Herbert | Sander Gillé Jan Zieliński | 6–3, 6–4  |

#### Finali perse (1)
| Legenda                   |
| Grande Slam (0)           |
| ATP World Tour Finals (0) |
| ATP Masters 1000 (0)      |
| ATP World Tour 500 (0)    |
| ATP World Tour 250 (1)    |

| N. | Data             | Torneo                          | Superficie  | Compagno      | Avversari in finale               | Punteggio |
| 1. | 10 febbraio 2019 | Open Sud de France, Montpellier | Cemento (i) | Antoine Hoang | Ivan Dodig Édouard Roger-Vasselin | 4–6, 3–6  |

### Tornei minori

#### Singolare

##### Vittorie (22)
| Legenda tornei minori |
| Challenger (11)       |
| Futures (11)          |

| N.  | Data              | Torneo                                | Superficie  | Avversario in finale  | Punteggio         |
| 1.  | 14 febbraio 2021  | PotchOpen, Potchefstroom              | Cemento     | Liam Broady           | 7–5, 6–4          |
| 2.  | 2 maggio 2021     | Ostrava Open, Ostrava                 | Terra rossa | Renzo Olivo           | 6–4, 6–4          |
| 3.  | 1º agosto 2021    | Open Castilla y León, Segovia         | Cemento     | Tim van Rijthoven     | 7–6(10), 3–6, 6–4 |
| 4.  | 5 settembre 2021  | Saint-Tropez Open, Saint-Tropez       | Cemento     | Christopher O'Connell | 6(10)–7, 6–1 rit. |
| 5.  | 12 settembre 2021 | Cassis Open Provence, Cassis          | Cemento     | Lucas Pouille         | 7–6(4), 6–4       |
| 6.  | 19 settembre 2021 | Open de Rennes, Rennes                | Cemento (i) | Mats Moraing          | 7–6(3), 7–6(3)    |
| 7.  | 13 febbraio 2022  | Challenger La Manche, Cherbourg       | Cemento (i) | Constant Lestienne    | 6–4, 2–6, 6–4     |
| 8.  | 9 maggio 2022     | Open du Pays d'Aix, Aix-en-Provence   | Terra rossa | Grégoire Barrère      | 6–2, 6–4          |
| 9.  | 14 luglio 2024    | Winnipeg Challenger, Winnipeg         | Cemento     | Sho Shimabukuro       | 5–7, 6–1, 6–4     |
| 10. | 13 ottobre 2024   | Open International de Roanne, Roanne  | Cemento (i) | Matteo Martineau      | 7–5, 6–1          |
| 11. | 20 ottobre 2024   | Saint-Brieuc Challenger, Saint-Brieuc | Cemento (i) | Lucas Pouille         | 6–2, 6–3          |

##### Finali perse (13)
| Legenda tornei minori |
| Challenger (6)        |
| Futures (7)           |

| N. | Data              | Torneo                                     | Superficie  | Avversario in finale | Punteggio           |
| 1. | 18 marzo 2018     | Challenger de Drummondville, Drummondville | Cemento     | Denis Kudla          | 0–6, 5–7            |
| 2. | 16 febbraio 2020  | Bengaluru Open, Bangalore                  | Cemento     | James Duckworth      | 4–6, 4–6            |
| 3. | 24 gennaio 2021   | Istanbul Challenger, Istanbul              | Cemento (i) | Arthur Rinderknech   | 6–4, 6(1)–7, 6(3)–7 |
| 4. | 17 settembre 2023 | Open de Rennes, Rennes                     | Cemento (i) | Maxime Cressy        | 3–6, 0–2 rit.       |
| 5. | 29 ottobre 2023   | Brest Challenger, Brest                    | Cemento (i) | Pedro Martínez       | 6(6)–7, 6(1)–7      |
| 6. | 27 ottobre 2024   | Brest Challenger, Brest (2)                | Cemento (i) | Otto Virtanen        | 4–6, 6–4, 6(6)–7    |

#### Doppio

##### Vittorie (26)
| Legenda tornei minori |
| Challenger (3)        |
| Futures (23)          |

| N. | Data              | Torneo                          | Superficie  | Compagno                  | Avversari in finale          | Punteggio           |
| 1. | 1º marzo 2020     | Open Pau-Pyrénées, Pau          | Cemento (i) | Antoine Hoang             | Simone Bolelli Florin Mergea | 6–3, 6–2            |
| 2. | 28 marzo 2021     | Play In Challenger Lille, Lilla | Cemento (i) | Antoine Hoang             | Dan Added Michael Geerts     | 6–3, 6–1            |
| 3. | 29 settembre 2024 | Open d'Orleans, Orléans         | Cemento (i) | Sascha Gueymard Wayenburg | Manuel Guinard Grégoire Jacq | 7–6(7), 4–6, [10–5] |

##### Finali perse (15)
| Legenda tornei minori |
| Challenger (2)        |
| Futures (13)          |

| N. | Data           | Torneo                             | Superficie  | Compagno      | Avversari in finale          | Punteggio        |
| 1. | 19 giugno 2021 | Nottingham Open II, Nottingham     | Erba        | Antoine Hoang | Marc Polmans Matt Reid       | 4–6, 6–4, [8–10] |
| 2. | 6 aprile 2024  | Open Città della Disfida, Barletta | Terra rossa | Théo Arribage | Zdeněk Kolář Tseng Chun-Hsin | 6–1, 3–6, [7–10] |

## Risultati in progressione
| Sigla | Risultato               |
| ----- | ----------------------- |
| V     | Vincitore               |
| F     | Finalista               |
| SF    | Semifinalista           |
| O     | Oro olimpico            |
| A     | Argento olimpico        |
| SF    | Bronzo olimpico         |
| QF    | Quarti di Finale        |
| 4T    | Quarto turno            |
| 3T    | Terzo turno             |
| 2T    | Secondo turno           |
| 1T    | Primo turno             |
| RR    | Round Robin             |
| LQ    | Turno di qualificazione |
| A     | Assente                 |
| ND    | Non disputato           |

| Legenda superfici    |
| -------------------- |
| Cemento              |
| Terra battuta        |
| Erba                 |
| Superficie variabile |

### Singolare
| Torneo             | 2017 | 2018 | 2019 | 2020 | 2021 | 2022 | 2023 | 2024 | 2025 | V-S   |
| Tornei Grande Slam |      |      |      |      |      |      |      |      |      |       |
| Australian Open    | A    | A    | A    | A    | Q1   | 2T   | 3T   | 1T   | 3T   | 5–4   |
| Open di Francia    | 2T   | Q1   | A    | 2T   | 1T   | 1T   | A    | Q2   | 1T   | 2–5   |
| Wimbledon          | A    | 1T   | A    | ND   | 2T   | 2T   | 1T   | Q2   | 2T   | 3–5   |
| US Open            | Q1   | A    | A    | A    | Q2   | 2T   | 3T   | Q2   |      | 3–2   |
| Vittorie-Sconfitte | 1–1  | 0–1  | 0–0  | 1–1  | 1–2  | 3–4  | 4–3  | 0–1  | 3–3  | 13–16 |

### Doppio
| Torneo             | 2017 | 2018 | 2019 | 2020 | 2021 | 2022 | 2023 | 2024 | 2025 | V-S |
| Tornei Grande Slam |      |      |      |      |      |      |      |      |      |     |
| Australian Open    | A    | A    | A    | A    | A    | A    | QF   | A    | A    | 3–1 |
| Open di Francia    | A    | 2T   | 2T   | 3T   | 1T   | 2T   | A    | A    | A    | 5–5 |
| Wimbledon          | A    | A    | A    | ND   | A    | 1T   | A    | A    | 1T   | 0–2 |
| US Open            | A    | A    | A    | A    | A    | 1T   | A    | A    |      | 0–1 |
| Vittorie-Sconfitte | 0–0  | 1–1  | 1–1  | 2–1  | 0–1  | 1–3  | 3–1  | 0–0  | 0–1  | 8–9 |

### Vittorie contro giocatori top 10
| Anno     | 2024 | 2025 | Totale |
| -------- | ---- | ---- | ------ |
| Vittorie | 1    | 2    | 3      |

| #    | Giocatore       | Rank | Evento                      | Superficie  | Turno | Punteggio                |
| ---- | --------------- | ---- | --------------------------- | ----------- | ----- | ------------------------ |
| 2024 |                 |      |                             |             |       |                          |
| 1.   | Casper Ruud     | 8    | Moselle Open, Metz          | Cemento (i) | 2T    | 6–4, 6–4                 |
| 2025 |                 |      |                             |             |       |                          |
| 2.   | Daniil Medvedev | 9    | Torneo di Wimbledon, Londra | Erba        | 1T    | 7–6(2), 3–6, 7–6(3), 6–2 |
| 3.   | Lorenzo Musetti | 10   | Cincinnati Open             | Cemento     | 2T    | 6(1)–7, 6–3, 6–4         |